# Grünblütiges Wintergrün
Das Grünblütige Wintergrün (Pyrola chlorantha), auch Grünliches Wintergrün oder Waldglöckchen genannt, ist eine Pflanzenart aus der Gattung Wintergrün (Pyrola) in der Unterfamilie der Wintergrün- und Fichtenspargelgewächse (Monotropoideae) innerhalb der Familie der Heidekrautgewächse (Ericaceae). Sie ist auf der Nordhalbkugel verbreitet.

## Beschreibung

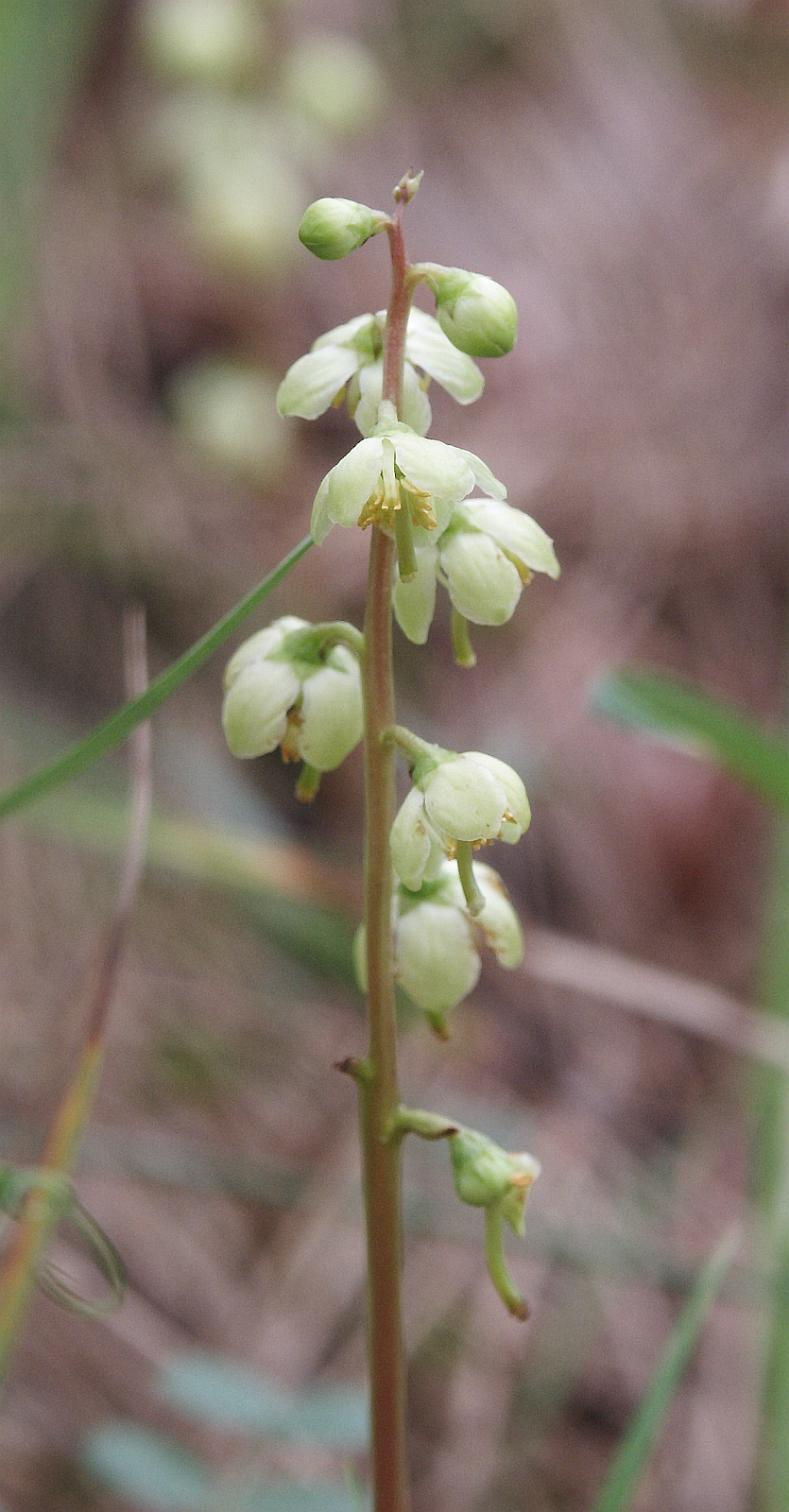
Blütenstand

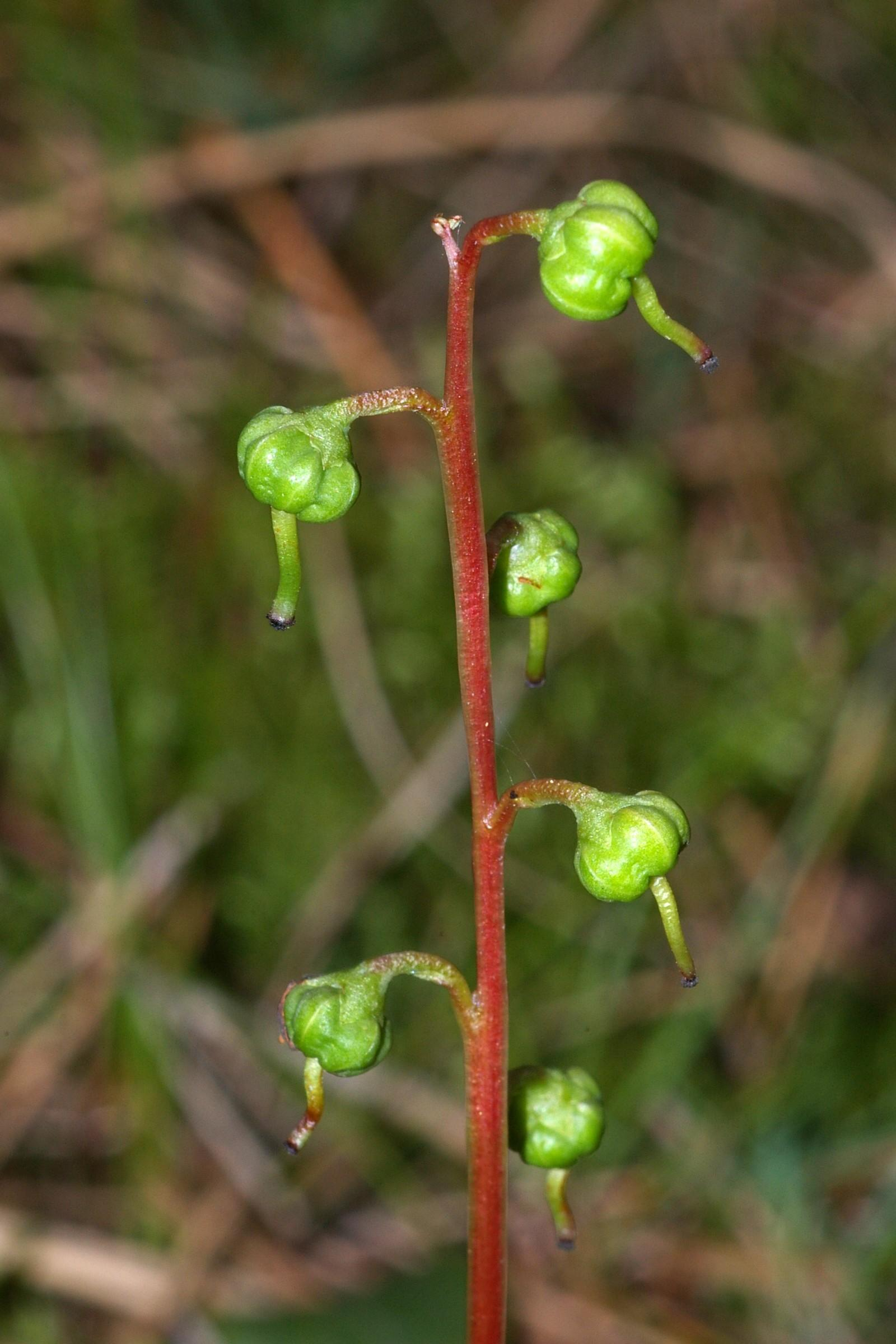
Fruchtstand kurz nach der Anthese

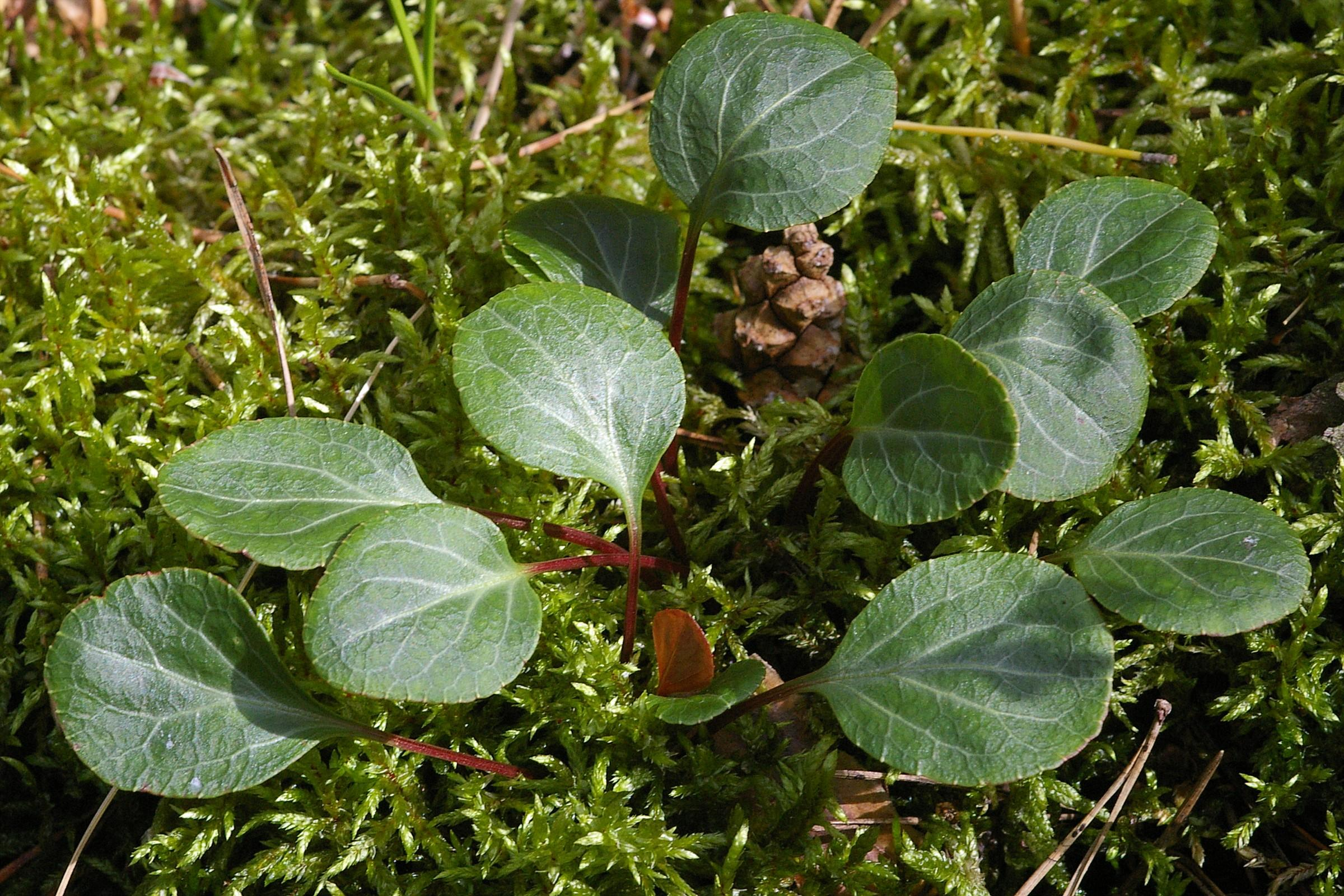
Grundständige Blattrosette und gestielte Laubblätter

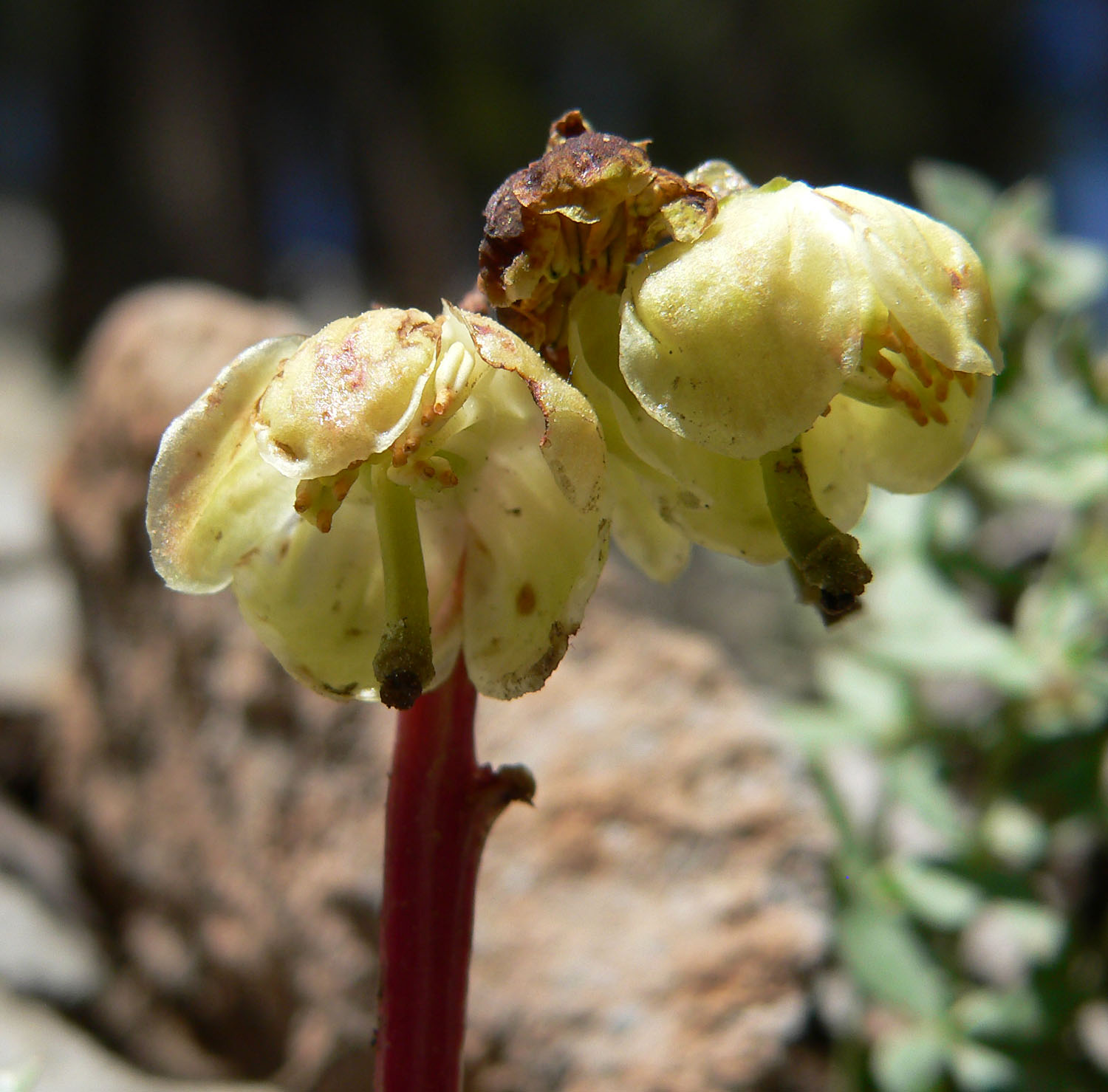
Blüten im südlichen Nevada

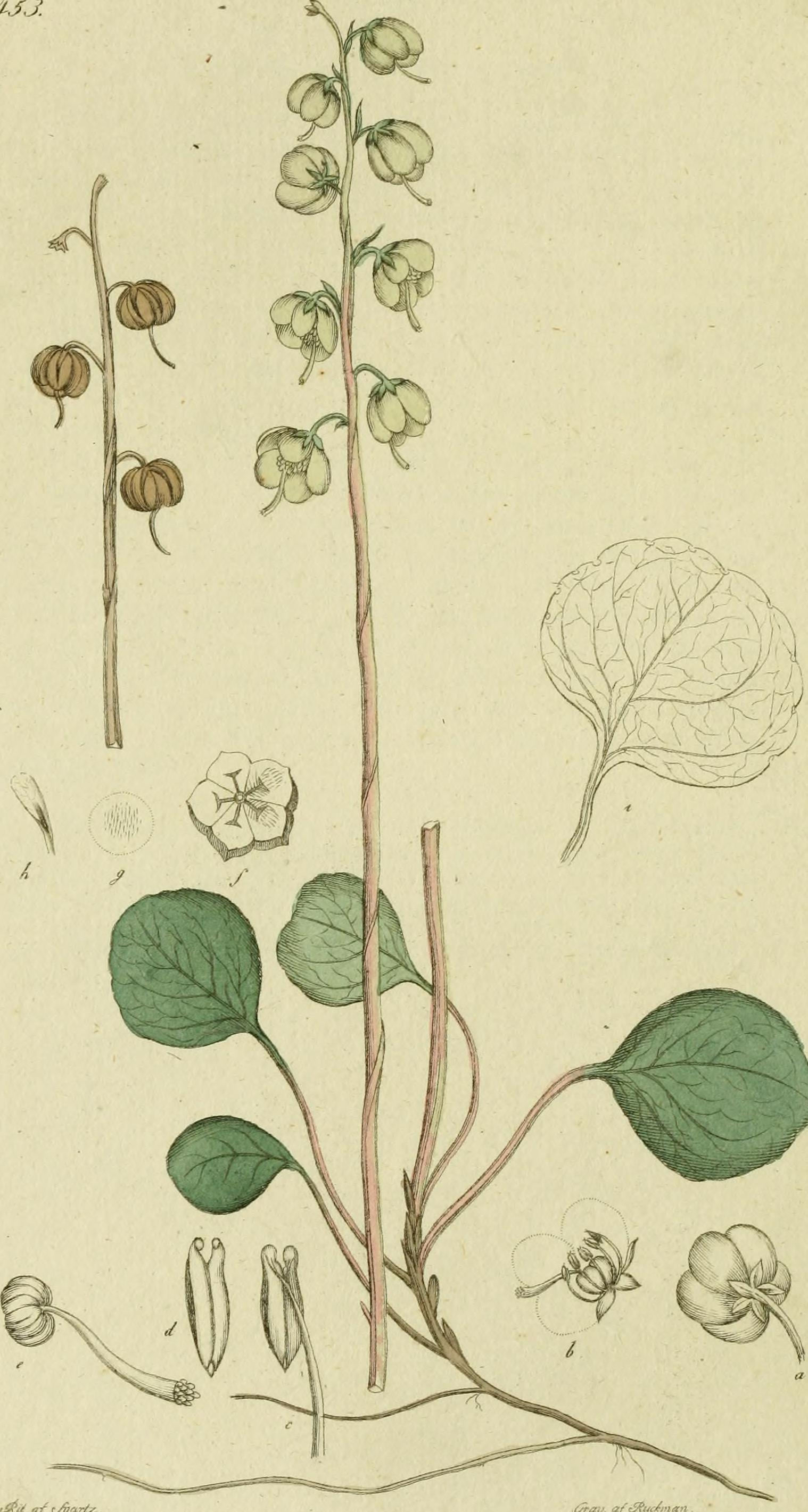
Illustration aus Svensk Botanik, 1812

### Vegetative Merkmale
Das Grünblütige Wintergrün wächst als ausdauernde krautige Pflanze und erreicht Wuchshöhen von 10 bis 25, selten bis zu 30 Zentimetern. Es entwickelt einen weithin kriechenden dicken Wurzelstock. Der Stängel ist aufrecht, scharfkantig geflügelt, etwa gedreht, purpurrot und trägt ein bis wenige dreieckige Schuppenblätter.
Das Grünblütige Wintergrün bildet eine grundständige Blattrosette. Die Grundblätter sind in Blattstiel und Blattspreite gegliedert. Die einfachen, dunkelgrünen und derben Blattspreiten sind bei einer Länge von 2 bis 3 Zentimetern rundlich-spatelig mit oft ausgerandetem oberen Ende. Wie bei allen Pyrola-Arten sind sie wintergrün. Der Blattstiel ist bis 6 Zentimeter lang, geflügelt, rinnig und braunrot. Die Blattspreite ist ganzrandig oder undeutlich entfernt gezähnt, lederig derb, oberseits tiefgrün mit helleren Nerven und liegt dem Boden auf.

### Generative Merkmale
Die Blütezeit liegt in Mitteleuropa schwerpunktmäßig im Juni (Ende Mai bis in den Juli). Der Blütenstandsschaft ist oft rötlich überlaufen und am Grund scharf vierkantig. Vier bis zwölf nickenden Blüten stehen in einer allseitswendigen Traube zusammen. Die Blütenstiele sind gegen die Spitze zu keulig verdickt. Die Tragblätter sind schmal lanzettlich. Die Blüten sind offen-glockig mit doppelter Blütenhülle. Die dreieckigen Kelchzipfel sind 1,5 bis 2 Millimeter lang, anliegend und weiß berandet. Die Kronblätter sind eiförmig, grünlich-weiß oder hellgrün und 6 bis 8 Millimeter lang. Die Staubblätter sind kurz, aufwärts gebogen und am Grund verbreitert. Die Staubbeutel sind länglich mit 2 stumpfen, orangeroten Hörnern und mit eiförmigen, schräg abgeschnittenen Porenöffnungen. Die Griffel verlaufen schräg abwärts gebogen und sind mit 6 bis 7 Millimetern etwa so lang wie die Krone und länger als der Fruchtknoten. Die Fruchtkapsel ist nickend, etwas abgeplattet kegelig, 4 bis 7 Millimeter hoch, stark gerippt und so lang oder wenig kürzer als der bleibende Griffel.
Die Chromosomenzahl beträgt 2n = 46.

## Ökologie
Beim Grünblütigen Wintergrün handelt es sich um einen Hemikryptophyten. Es erfolgt eine vegetative Vermehrung über Ausläufer, die  bis meterlang sein können.
Wie alle Wintergrüngewächse lebt das Grünblütige Wintergrün in Symbiose mit einem Wurzelpilz (Mykorrhiza). Dieser umgibt die Wurzeln mit einem dichten Mycelmantel und versorgt die Pflanze mit Wasser und Mineralsalzen, während der Pilz Kohlenhydrate erhält. Auch für die Keimlingsentwicklung scheint die Mykorrhiza von entscheidender Bedeutung zu sein.
In der Regel findet Selbstbestäubung statt. Die Blüten sind proterogyn und haben keinen Nektar.
Die Ausstreuung der Samen findet nur bei trockenem Wetter statt, da sich die Kapselspalten bei feuchter Witterung schließen.
Die Knospe für den Blütenstängel eines kommenden Jahres wird schon früh angelegt und treibt schon im August zu einer Länge von 9 bis 13 Millimeter aus. Da die Blüten nur den Schutz der locker aufliegenden Tragblätter haben, gehen sie bei ungünstiger Witterung manchmal schon vorzeitig zugrunde. Auch während der Blütezeit sind sie sehr empfindlich und sind deshalb wohl auch nur kurzlebig.

## Vorkommen und Gefährdung
Grünblütiges Wintergrün ist auf der Nordhalbkugel jeweils nordisch-kontinental sowohl innerhalb von Eurasien wie von Nordamerika verbreitet. Das Areal reicht vom kanadisch-arktischen Archipel südlich bis New Mexico und in Asien südlich bis zum Gebiet von Syrien und Libanon.
Durch Deutschland verläuft die Westgrenze ihres eurasischen Verbreitungsgebietes. Etwas regelmäßigere Vorkommen gibt es nur in Teilen des nordostdeutschen Tieflandes und der eher östlichen Mittelgebirge (z. B. in Franken). Insgesamt handelt es sich jedoch um eine recht seltene Pflanzenart, deren Bestände infolge der flächendeckenden Eutrophierung der Landschaft Mitteleuropas und intensiver Forstwirtschaft im Rückgang begriffen sind. In Deutschland wurde 1996 das Grünblütige Wintergrün als „gefährdet“ eingestuft. In einzelnen deutschen Bundesländern mit Vorkommen des Grünblütigen Wintergrün ist die Rote Liste-Kategorie meist höher („stark gefährdet“ oder „vom Aussterben bedroht“), nur in Bayern und Brandenburg ebenfalls „gefährdet“.
Die halbschattigen, sommerwarmen Standorte zeichnen sich durch nährstoffarme, in der Tiefe basenreiche, neutral-saure, modrig-humose Sand- oder Lehmböden aus; in Mittelgebirgslagen wird beispielsweise auch die Moderschicht über Muschelkalk oder Malm besiedelt. Grünblütiges Wintergrün wächst in der moosreichen Krautschicht von Kiefern-Trockenwäldern (Dicrano-Pinion) sowie von Fichten-Mischwäldern. Das Grünblütige Wintergrün ist in Mitteleuropa eine Charakterart des Pyrolo-Pinetum aus dem Verband Cytiso-Pinion; überregional ist es eine Charakterart der Klasse Pulsatillo-Pinetea. Eine Vergesellschaftung mit anderen Wintergrüngewächsen, beispielsweise dem Birngrün (Orthilia secunda), dem Moosauge (Moneses uniflora), dem Dolden-Winterlieb (Chimaphila umbellata) oder auch mit dem Fichtenspargel (Monotropa hypopitys) kann gelegentlich beobachtet werden.
Die ökologischen Zeigerwerte nach Landolt et al. 2010 sind in der Schweiz: Feuchtezahl F = 2w (mäßig trocken aber mäßig wechselnd), Lichtzahl L = 3 (halbschattig), Reaktionszahl R = 3 (schwach sauer bis neutral), Temperaturzahl T = 3+ (unter-montan und ober-kollin), Nährstoffzahl N = 1 (sehr nährstoffarm), Kontinentalitätszahl K = 4 (subkontinental).
Das Grünblütige Wintergrün steigt bei Zernez im Unterengadin bis 1950 Meter, im Wallis bis 2200 Meter und in der Sierra Nevada in Kalifornien bis in Höhenlagen von 3200 Metern auf. In Skandinavien kommt es bis 69° 20' nördlicher Breite vor.

## Taxonomie
Die Erstveröffentlichung von Pyrola chlorantha erfolgte 1810 durch Olof Peter Swartz in Kungliga Svenska Vetenskaps Academiens Nya Handlingar, 31, S. 194, Tafel 5. Ein Synonym für Pyrola chlorantha Sw. ist Pyrola virens Körte.